# THEME SONGS
『30周年記念ベスト ～テーマ・ソングス～』は、2011年10月26日にリリースされた稲垣潤一16枚目のベスト・アルバム。規格品番：UICZ-4251（DVD付初回限定盤：UICZ-9048）。

## 解説
コマーシャル・テレビドラマ・映画の主題歌で使用された楽曲を集めた2枚組ベスト盤。初回盤は「Red & Sepia Night at オーチャードホール」のライブ映像から7曲を厳選収録したDVD付。これまでアルバムに未収録だった「バチェラー・ガール」のシングル・ヴァージョンを収録。

## 収録曲

### DISC.1
1. ドラマティック・レイン
2. 夏のクラクション
3. ロング・バージョン (single version)
4. ブルージン・ピエロ
5. バチェラー・ガール (single version)
6. 1ダースの言い訳
7. April
8. 思い出のビーチクラブ (single mix)
9. 君のためにバラードを (single version)
10. 時を越えて
11. サザンクロス
12. 1・2・3
13. セブンティ・カラーズ・ガール
14. 君は知らない
15. 君に逢いたい午後
16. Destiny
17. 1969の片想い

### DISC.2
1. 心からオネスティー
2. いちばん近い他人
3. メリークリスマスが言えない
4. リワインド
5. さらば愛しき人よ
6. Congratulations
7. 世界でたったひとりの君に
8. クリスマスキャロルの頃には
9. 僕ならばここにいる
10. マラソンレース
11. キスなら後にして
12. 小さな奇蹟
13. 大人の夏景色
14. 悲しみがとまらない
15. 思い出す度 愛おしくなる
16. その手を伸ばして

### 初回盤DVD
1. SHINE ON ME
2. 雨のリグレット
3. リワインド
4. 時を越えて
5. 1・2・3
6. ジンで朝まで
7. Congratulations